# Ostiako
El ostiako es una denominación antiguamente utilizada para hacer referencia a varios pueblos nativos y lenguas en Siberia occidental, entre el río Obi medio y el Ural, en Rusia. Tanto el pueblo Kanty y el pueblo Ket eran antiguamente denominados Ostiakos, mientras que el pueblo Selkup eran denominados Ostiakos-Samoyedos.

## Khanty
El pueblo Khanty o Janty, que se llaman a sí mismos Khanti, Khande, o Kantek al cual los rusos llamaban Yugra en el siglo XI. El nombre Ostoako' recién se comienza a usar en el siglo XVI. La Unión Soviética comenzó a utilizar el endónimo Khant o Khanty durante la década de 1930.
Hacia el 2000 había unas 37,000 personas identificadas como pertenecientes a la etnia Khanty, en su mayoría en el óblast de Tiumén, que incluye al Okrug autónomo de Khanty–Mansi.
La lengua Khanty, también denominada Hanty, Khant, Xanty, u Ostiako, es una lengua urálica utilizada por unas 14,500 personas.

## Ket
Históricamente los Kets han habitado en proximidades del río Yenisei en el distrito del krai de Krasnoyarsk de Rusia. Durante la Rusia Imperial se los denominaba Ostiakos, y posteriormente Yenisei Ostiakos. Durante el censo ruso del 2002, 1500 personas se identificaron como pertenecientes al pueblo Ket.
La lengua Ket, también denominada Imbatski-Ket o Yenisei Ostiako, es una lengua yeniseica. Está considerada una lengua muy amenazada de caer en desuso.

## Selkup
Hasta la década de 1930 el pueblo Selkup eran denominados Ostiakos-Samoyedos. Son descendientes de los pueblos Yeniseianos y Samoyedicos, y viven en el sector norte de la planicie siberiana. En el censo ruso del 2002 unas 4000 personas se identificaron como Selkup.
La lengua Selkup, también denominada Selkups, Chumyl' Khumyt, Shöl Khumyt, Shösh Gulla, Syusugulla, o Ostiako Samoyedo, es una lengua samoyeda urálica hablada por unas 2000 personas. El dialecto del norte es enseñado en algunas escuelas.